# Grand Prix automobile de Milan 1937
Le Grand Prix automobile de Milan 1937 est un Grand Prix qui s'est tenu sur le circuit du parc Sempione de Milan le 20 juin 1937.

## Grille de départ
| 1re ligne | Pos. 3             | Pos. 2            | Pos. 1              |
| --------- | ------------------ | ----------------- | ------------------- |
|           | Trossi Alfa Romeo  | Rüesch Alfa Romeo | Nuvolari Alfa Romeo |
| 2e ligne  | Pos. 6             | Pos. 5            | Pos. 4              |
|           | Minozzi Alfa Romeo | Farina Alfa Romeo | Hasse Auto Union    |
| 3e ligne  | Pos. 9             | Pos. 7            | Pos. 8              |
|           | Festetics Maserati | Bira Maserati     | Brezzi Alfa Romeo   |
| 4e ligne  |                    | Pos. 11           | Pos. 10             |
|           |                    | Dusio Maserati    | Hartmann Maserati   |

## Classement de la course
| Pos. | no | Pilote                      | Écurie             | Châssis           | Tours | Temps/Abandon     | Grille |
| ---- | -- | --------------------------- | ------------------ | ----------------- | ----- | ----------------- | ------ |
| 1    | 88 | Tazio Nuvolari              | Scuderia Ferrari   | Alfa Romeo 12C-36 | 70    | 1 h 37 min 15 s 2 | 1      |
| 2    | 78 | Giuseppe Farina             | Scuderia Ferrari   | Alfa Romeo 12C-36 | 70    | + 2 min 4 s 2     | 5      |
| 3    | 58 | Hans Rüesch                 | Privé              | Alfa Romeo 8C-35  | 69    | + 1 tour          | 2      |
| 4    | 82 | Rudolf Hasse                | Auto Union AG      | Auto Union Type C | 69    | + 1 tour          | 4      |
| 5    | 62 | Carlo Felice Trossi         | Scuderia Ferrari   | Alfa Romeo 12C-36 | 67    | + 3 tours         | 3      |
| 6    | 86 | Giovanni Minozzi            | Privé              | Alfa Romeo Tipo B | 66    | + 4 tours         | 6      |
| 7    | 56 | Andrea Brezzi               | Privé              | Alfa Romeo Tipo B | 63    | + 7 tours         | 7      |
| 8    | 74 | László Hartmann             | Privé              | Maserati 8CM      | 62    | + 8 tours         | 10     |
| Abd. | 64 | Prince Bira Jacques de Rham | Scuderia Maremmana | Maserati 6C-34    | 48    | Carburant         | 8      |
| Abd. | 76 | Ernő Festetics              | Privé              | Maserati 8CM      | 32    |                   | 9      |
| Abd. | 84 | Piero Dusio                 | Scuderia Maremmana | Alfa Romeo Tipo B | 16    |                   | 11     |
| Np.  | 62 | Emilio Romano               | Privé              | Alfa Romeo        |       |                   |        |
| Np.  | 68 | Villa                       | Privé              | Bugatti           |       |                   |        |

- Légende: Abd.=Abandon - Np.=Non partant.

## Pole position et record du tour
- Pole position :  Tazio Nuvolari (Alfa Romeo).
- Meilleur tour en course :  Tazio Nuvolari (Alfa Romeo) en 1 min 20 s 6.